# Smertelnyje illjuzii
Smertelnyje illjuzii (russisk: Смертельные иллюзии) er en russisk spillefilm fra 2020 af Oleg Asadulin.

## Medvirkende
- Andrey Burkovskij som Denis Romanov
- Pavel Tjinarjov som Ilja Romanov
- Danila Jakusjev som Viktor Romanov
- Aglaja Tarasova som Katja
- Semjon Treskunov som Jegor